# Sandaler
Sandaler er en åben type fodtøj med overdel af remme. De bruges typisk, hvor klimaet er varmt.
Lædersandaler, eller jesussandaler, er en form for sandaler, der er udført i læder. I nyere tid er de kommet på mode omkring 1960, men de kan fortsat købes.
Der er stærke meninger om sokker på i klipklappere og sandaler. Sokker i sandaler er ganske enkelt mere komfortabelt, da sandalerne så klistrer mindre til fødderne. Sokkerne mindsker muligheden for snavs, sand og småsten mellem tæerne. Specielt børn bør benytte sokker i sandaler, da mange sandaler af læder og kunststoffer indeholder mange skadelige kemikalier.
Risikoen for at udvikle fodsvamp er mindre end ved sko. Fodsvamp kan forebygges ved at gå i sandaler.